# Камино, Риццардо II да
Риццардо II да Камино (Rizzardo II da Camino) (1274 — 12 апреля 1312) — сеньор Тревизо с 1306.
Сын Герардо III да Камино и его жены Алисы да Виваро.
В ноябре 1295 года женился на Катерине фон Ортенбург — представительнице рода, с которым его отца связывали общие коммерческие дела.
С 1301 года — соправитель Герардо III, с 1306 года — его наследник.
В 1309 году (13 ноября), овдовев,  вторым браком женился на Джованне Висконти (1298-1339), титулярной судье Галлуры.
В 1309 году воевал с патриархом Аквилеи и по условиям мирного договора получил от него титул капитана-генерала Фриуля. Однако после ссоры со своим главным союзником графом Генрихом Горицийскиим  в результате народного восстания был изгнан из всех завоёванных областей и вернулся в Тревизо. Также из-за своей непоследовательной внешней политики лишился поддержки Венеции.
В 1311 году примкнул к гибеллинам и получил от императора Генриха VII титул имперского викария «vicarius civitatis Tervisii, territorii et districtus eiusdem» пожизненно (a vita). Это лишило его поддержки тревизанского дворянства, традиционно гвельфского. Также он был лишён управленческих талантов, присущих его отцу, и к тому же к концу своего правления повысил налоговое бремя для горожан.
5 апреля 1312 года Риццардо II во время игры в шахматы в лоджии своего дворца на Виа С. Агостино был смертельно ранен в голову «каким-то злодеем» («un villano»). Нападавший был немедленно убит телохранителями. Версии об инициаторах и заказчиках покушения разнятся: называются представители знатных родов Тревизо и Падуи, правитель Вероны Кангранде I делла Скала, и даже брат и наследник потерпевшего — Гвечеллоне VII да Камино.
После ранения Риццардо II прожил неделю и умер 12 апреля 1312 года.